# 오감 문자
오감(고대 아일랜드어: ogam [ˈɔɣamˠ], 아일랜드어: Ogham 오엄[ˈoːəmˠ])은 중세 초기(기원후 4세기-6세기)에 원시 게일어 및 고대 게일어 표기에 사용된 음소문자다. 원시 게일어를 새긴 각석은 약 400점 보존되어 있고, 그 중 대부분이 아일랜드 남부지방 먼스터에서 발견되었다.  아일랜드 밖에서는 웨일스 펨브룩셔에서 가장 많이 발견되었다.
아래에서 위로, 왼쪽에서 오른쪽으로 쓴다.

## 역사
가창 초기의 오감 명문은 기원후 4세기경에 새겨졌을 것이라고 대체로 여겨진다. 다만 제임스 카니는 1세기 이내설을 주장했다. 이렇게 돌에 새겨진 "고전 오감"이 아일랜드해 주변에서 꽃핀 것은 5세기에서 6세기 사이다. 하지만 우흐( ᚆ , H), 스트라프( ᚎ , Z), 게탈( ᚍ , Ŋ) 음운들이 문자체계의 일부임이 확실한데 명문들에서는 보이지 않는 등 음운론적 증거를 봤을 때 문자 자체는 5세기 이전부터 존재했을 것임이 분명하다. 아마 그 전 시기에는 나무를 비롯해 보존되기 어려운 매체에 문자가 새겨졌을 것이다.
오감은 다른 문자를 기반으로 해서 만들어졌을 것으로 보이고, 일각에서는 독립적인 문자가 아니라 다른 문자를 사이퍼 암호화한 것에 불과하다는 설도 제기된다. 이것은 게르만족의 룬 문자에서도 유사하게 제기되는 논점이다. 아무튼 절대다수 학자들은 켈트족이 오감을 만든 기반이 로마 음소 문자였으리라 생각하고, 소수설로 대 푸타르크설, 그리스 문자설 등이 있다. 푸타르크에서 유래되었다는 설은 게일어에는 없는 H와 Z가 문자에 포함되어 있음을 매끄럽게 설명할 수 있다. 또한 로마자에는 없었고 그리스에서는 없어진 U와 W의 자모변형이 존재하는 것도 설명된다. 하지만 4세기라는 시기적 문제 때문에 로마자가 가장 유력하게 제기된다. 이 시기 로마 제국은 켈트족이 남아 있던 브리타니아, 히베르니아와 국경을 접하고 있었던 반면, 게르만족의 푸타르크는 아직 유럽 대륙에조차 널리 퍼지지 못한 상태였다.

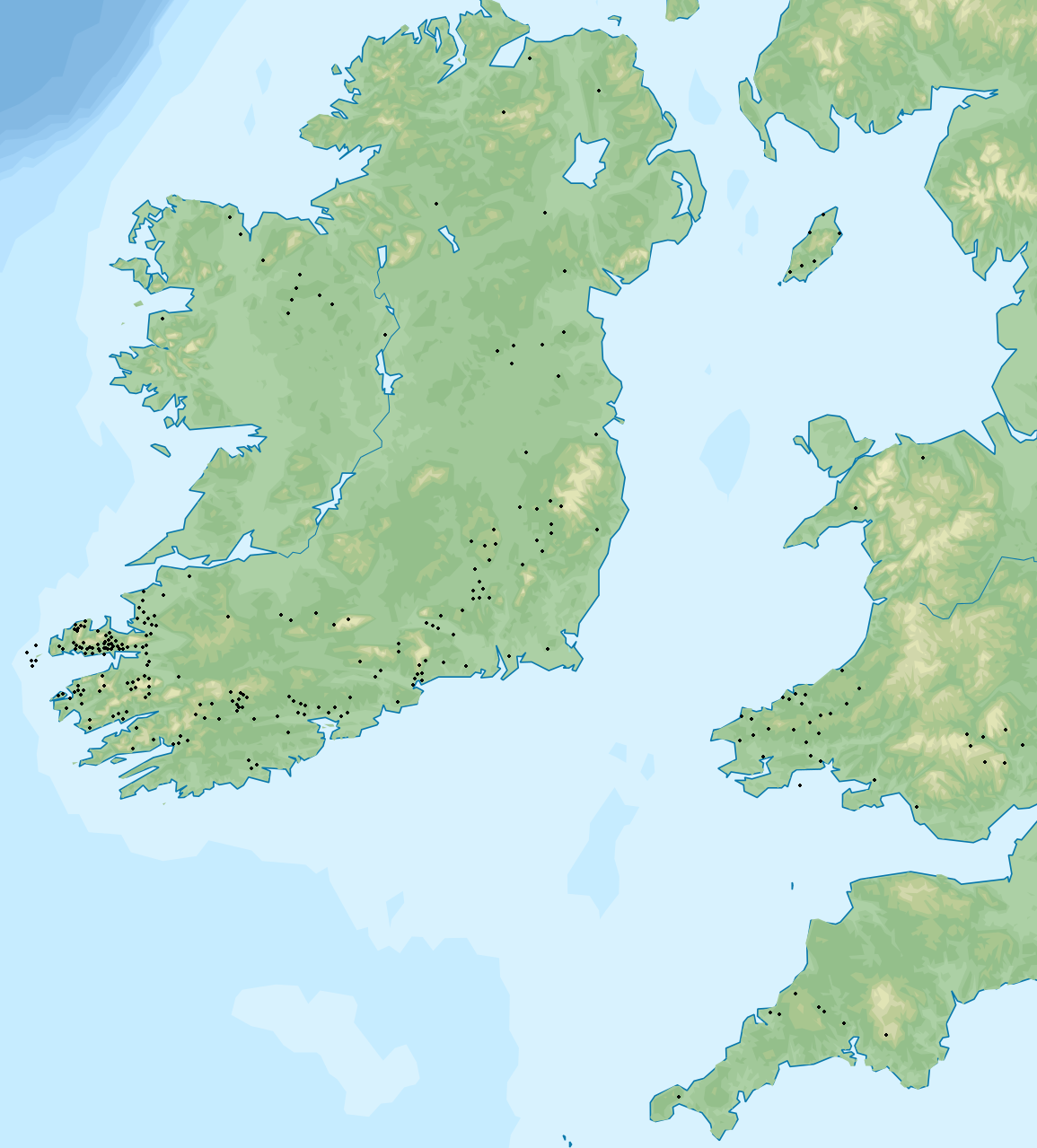
오감 각석이 발견된 지점들을 점으로 나타낸 지도.

아일랜드와 웨일스에 유물로 남은 각석들에 오감으로 새겨진 켈트족의 언어를 원시 게일어라고 하며, 6세기경부터 로마자로 기록되기 시작한 것을 고대 게일어라고 한다. 오검 명문은 땅주인의 이름을 새겨놓는 것에만 거의 전적으로 사용되었기 때문에, 원시 게일어에 대해 얻을 수 있는 언어학적 정보는 음운론적 발전 부문에만 제한되어 있다.

### 신화에서
11세기의 『에린 침략의 서』, 14세기의 『학자의 지침서』 등에서는 바벨탑이 무너진 직후 스키티아의 왕 페누스 파르사드가 게일어와 함께 오감을 발명했다고 기록하고 있다. 『학자의 지침서』에 따르면, 페누스는 기델 막 에헤르(Goídel mac Ethéoir), 이르 막 네머(Íar mac Nema), 그리고 72인의 학자들로 이루어진 수행단을 이끌고 스키티아를 떠나와 시나르 평원으로 왔다. 그들이 온 것은 니므롯의 탑(= 바벨탑)의 언어의 혼란을 연구하기 위해서였는데, 너무 늦게 와서 이미 사람들이 온 땅으로 흩어진 뒤였다. 페누스는 탑에 머물면서 학자들을 보내 언어를 연구했고, 10년만에 연구를 완성하여 혼란해진 언어들 각각에서 최고인 부분만을 골라서 『엄선된 언어』(in Bérla tóbaide)를 만들었다. 그리고 기델 막 에호르의 이름을 따서 기델어(Goídelc)라고 했는데 이것이 곧 고이델어(Goidelic)가 되었다. 또한 기델어의 확장판으로써 자기 이름을 딴 베를라 페너(Bérla Féne), 이르 막 네머의 이름을 딴 이름베를러(Íarmberla) 등등을 만들고, 이 언어들을 기록할 문자로서 베흐리스닌, 곧 오감을 만들었다. 그리고 학자들 중 가장 뛰어난 25인의 이름을 문자를 이루는 각 글자의 이름으로 붙였다.
한편 『오감의 서』에는 다른 이야기가 기록되어 있다. 여기서는 투어허 데 다넌의 오그마 그리어나네크가 오감의 발명자라고 한다. 오그마는 연설과 시학에 재능이 있어서 문자를 만들었는데 오로지 식자들끼리만 알아보기 위한 것이고 촌민들이나 바보들은 염두에 두지 않았다. 오그마가 오감을 발명한 뒤 가장 먼저 자작나무에  ᚁ , 즉 B만 일곱 개를 쓴 것이 최초의 오감 사용례였다. 이것은 루 라와더에게 “너의 아내는 자작나무의 수호를 받지 않으면 별세계로 일곱 번 끌려간다”는 경고였다. 그래서 글자  ᚁ 에는 자작나무를 의미하는 "베허"라는 이름이 붙었으며, 나머지 글자들에도 모두 식물의 이름이 붙었다. 이 오그마 창제설은 『학자의 지침서』에도 페누스 창제설의 이설로써 기록되어 있다.

## 자모: 베흐리스닌
오감이란 사실 이 문자의 꼴을 가리키는 것이며, 이 문자 체계의 진짜 이름은 맨 처음 글자들의 이름을 딴 베흐리스닌(아일랜드어: Beith-luis-nin)이다. 마치 그리스 문자가 알파베타, 게르만 문자가 푸타르크가 된 것과 마찬가지다. 그런데 첫 번째와 두 번째 글자는 "베허(B)"와 "리스(L)"가 맞지만, "닌(N)"은 세 번째가 아니고 다섯 번째 글자다. 로버트 알렉산더 스튜어트 맥칼리스터는 그래서 글자 순서가 BLFSN이 아니라 BLNFS일 것이라고 주장했는데, 이것은 그가 그리스 문자 기원설을 지지했기 때문이기도 했다. 하지만 그 주장에는 실증적 증거가 전혀 없기에 다른 학자들에게 부정당했다. 다른 설명으로는, "닌"이 쇠스랑처럼 갈라진 나뭇가지를 의미한다는 점에서, "닌"은 문자를 집합적으로 지칭하는 성격을 타나내는 것이며, "베흐리스닌"은 "베흐리스 문자"라는 뜻이라는 설이 있다. 또다른 설로는 "베흐리스닌"이 "베허 + L + V + S + 닌"으로 BLFSN 자체가 "베흐리스닌"으로 읽힌다는 설이 있다.
고전 오감에는 스무 개의 자모가 있었는데, 자모 글자를 "페더(feda)"라고 했다. 페더들은 네 개의 "아크머(aicme)"로 분류되는데, "아크머"는 "가족"이라는 뜻이며 집합적으로는 "아크미(aicmí, 가족들)"라고 한다. 각 아크머들은 첫 번째 글자를 따서 부른다. 그리고 초기에는 없었고 후기에 추가된 다섯 개의 부가문자가 있는데 이것들을 포르페더라고 한다.
오감을 이루는 페더들의 이름은 각종 식물들의 이름을 의미한다고 알려져 있었고, 『학자의 지침서』와 『오감의 서』에서 모두 그렇게 해석하고 있으며, 오감의 수목명을 근대에 처음 논한 루어드리 오 플라흐바르터는 그것을 액면 그대로 받아들였다(1685년). 하지만 모든 페더들의 이름이 식물을 의미하는 것이 아님은 『학자의 지침서』에서 이미 인정되어 있다. 대신 『학자의 지침서』는 페더마다 짧은 문장 또는 케닝그를 붙였는데, 이것을 브리하로감(고대 아일랜드어: Bríatharogam)이라고 한다. 그리고 그 뜻을 풀이하면서 어떻게 그것이 식물과 연결이 되는지를 주석을 붙이고 있다. 포르페더를 제외한 스무 개의 고전 오감 중, 이런 구구절절한 주석 없이도 그냥 식물 이름을 의미하는 페더는 다섯 개(자작나무 베허, 오리나무 페른, 버드나무 살, 참나무 다르, 개암나무 콜)에 불과하다. 다른 수목명들은 모두 의미를 갖다붙인 것이다.
오감학자 데미언 맥마누스에 의하면, 이 "수목 알파멧"이라는 사고방식은 10세기경의 고대 게일어 시대까지 거슬러 올라간다. 이런 현상이 발생한 이유는 첫째로 글자들을 가리키는 이름부터 "나무"를 의미하는 "페더"였으며, 그 모양이 나뭇가지처럼 생겼기 때문이다. 게다가 다섯 글자는 실제로 나무 이름이기도 하기에, 중세인들에 의해 주석들이 붙으면서 다른 페더들도 수목명을 가진 것처럼 전해지게 되었다. 맥마누스는 페더들의 이름을 추적하는 연구를 하면서, 실제로 온(O) 같은 경우 원래 물푸레나무를 의미했으나 그것이 잊혀지고 중세에 가시금작화의 수목명을 부여받았음을 밝혔다.
제1아크머: 아크머 베허(Aicme Beithe)는 가로쓰기 할 때는 기준선 아래쪽으로, 세로쓰기 할 때는 기준선 오른쪽으로 삐친다.
1. ᚁ  베허(고대 아일랜드어: Beithe, 아일랜드어: Beith 베흐)는 로마자 B에 대응하며, 자작나무라는 뜻이다.
2. ᚂ  리스(고대 아일랜드어: Luis, 아일랜드어: Luis 리스)는 로마자 L에 대응하며, 허브라는 뜻이다. 수목명으로는 마가목이다.
3. ᚃ  페른(고대 아일랜드어: Fern, 아일랜드어: Fearn 파른)은 로마자 F에 대응하며, 오리나무라는 뜻이다. 원시 게일어 시대에는 W 음가였다.
4. ᚄ  닌(고대 아일랜드어: Sail, 아일랜드어: Sail 살)는 로마자 S에 대응하며, 버드나무라는 뜻이다.
5. ᚅ  닌(고대 아일랜드어: Nin, 아일랜드어: Nion 닌)는 로마자 N에 대응하며, 쇠스랑이라는 뜻이다. 수목명으로는 물푸레나무다.

제2아크머: 아크머 후허(Aicme hÚatha)는 가로쓰기 할 때는 기준선 위쪽으로, 세로쓰기 할 때는 기준선 왼쪽으로 삐친다.
1. ᚆ  우흐(고대 아일랜드어: Úath, 아일랜드어: Uath 우어흐)는 로마자 H에 대응하며, 무서움이라는 뜻이다. 수목명으로는 산사나무다.
2. ᚇ  다르(고대 아일랜드어: Dair, 아일랜드어: Dair 다르)는 로마자 D에 대응하며, 참나무라는 뜻이다.
3. ᚈ  티너(고대 아일랜드어: Tinne 티너, 아일랜드어: Tinne 티너)는 로마자 T에 대응하며, 주괴라는 뜻이다. 수목명으로는 감탕나무다.
4. ᚉ  콜(고대 아일랜드어: Coll, 아일랜드어: Coll 콜)은 로마자 C에 대응하며, 개암나무라는 뜻이다.
5. ᚊ  케르트(고대 아일랜드어: Cert, 아일랜드어: Ceirt 케르트)는 로마자 Q에 대응하며, 관목이라는 뜻이다. 수목명으로는 사과나무다.

제3아크머: 아크머 미너(Aicme Muine)는 기준선을 가로지른다.
1. ᚋ  민(고대 아일랜드어: Muin, 아일랜드어: Muin 민)은 로마자 M에 대응하며, 목(neck) 또는 계략(wile) 또는 사랑(love)으로 추정된다. 수목명은 포도나무다.
2. ᚌ  고르트(고대 아일랜드어: Gort, 아일랜드어: Gort 고르트)는 로마자 G에 대응하며, 들판이라는 뜻이다. 수목명으로는 송악나무다.
3. ᚍ  게탈(고대 아일랜드어: Gétal, 아일랜드어: nGéadal 응게달)은 로마자 Ŋ에 대응하며, 살해라는 뜻으로 추정된다. 수목명으로는 금작화 또는 고사리다.
4. ᚎ  스트라프(고대 아일랜드어: Straiph, 아일랜드어: Straif 스트라프)는 로마자 Z에 대응하며, 유황이라는 뜻이다. 수목명으로는 흑자리다.
5. ᚏ  리스(고대 아일랜드어: Ruis, 아일랜드어: Ruis 리스)는 로마자 R에 대응하며, 붉은색이라는 뜻이다. 수목명으로는 딱총나무다.

P 음가의 글자가 없는 것이 눈에 띈다. P 음소는 켈트 조어에서 사라졌으며 Q켈트어군에서는 그 부재가 채워지지 않았다. 또한 라틴어에서 P 음가가 수입(e.g. 파트리치오 등)되기 전까지 저절로 P 음가가 생겼던 징후도 없다. 반대로 고대 게일어 시대가 되면 사라지는 Q 음가에 해당하는 글자가 있는 것도 특이하다. 그러므로 오감의 기반이 된 문자가 만약 있었다면 Q켈트어군 이전의 켈트어를 위해 만들어진 문자였을 것이다.
제4아크머: 아크머 알머(Aicme Ailme)는 새김눈을 찍는다. 모두 홀소리다.
1. ᚐ  알름(고대 아일랜드어: Ailm, 아일랜드어: Ailm 알름)은 로마자 A에 대응하며, 의미는 불명이다. 수목명은 전나무 또는 소나무다.
2. ᚑ  온(고대 아일랜드어: Onn, 아일랜드어: Onn 온)은 로마자 O에 대응하며, 물푸레나무라는 뜻인데 수목명은 가시금작화다.
3. ᚒ  우르(고대 아일랜드어: Úr, 아일랜드어: Úr 우르)는 로마자 U에 대응하며, 흙, 점토, 땅이라는 뜻이다. 수목명은 에리카다.
4. ᚓ  에다드(고대 아일랜드어: Edad, 아일랜드어: Eadhadh 어이)는 로마자 E에 대응하며, 의미는 불명이다. 수목명은 사시나무다.
5. ᚔ  이다드(고대 아일랜드어: Idad, 아일랜드어: Iodhadh 이어이)는 로마자 I에 대응하며, 의미는 불명이다. 수목명은 주목이다.

부가문자: 포르페더(Forfeda)
1. ᚕ  에바드(고대 아일랜드어: Ebad, 아일랜드어: Eabhadh 어우)는 로마자 EA에 대응하며, 의미는 불명이다. 수목명은 사시나무다.
2. ᚖ  오르(고대 아일랜드어: Óir, 아일랜드어: Ór 오르)는 로마자 OI에 대응하며, 황금이라는 뜻이다. 수목명은 사철나무다.
3. ᚗ  일란드(고대 아일랜드어: Uilleand, 아일랜드어: Uilleann 일란)은 UI에 대응하며, 팔꿈치라는 뜻이다. 수목명은 인동초다.
4. ᚘ  이핀(고대 아일랜드어: Iphin, 아일랜드어: Ifín 이핀)은 초기에 로마자 P에 대응했으나 나중에 IO에 대응하게 되었으며, 가시라는 뜻이다. 수목명은 구즈베리다.
5. ᚙ  에만콜(고대 아일랜드어: Emancholl, 아일랜드어: Eamhancholl 어운콜)은 로마자 X 또는 CH에 대응했으나 나중에 Æ에 대응하게 되었으며, "쌍둥이 개암(twin-of-hazel)"이라는 뜻이다. 제2아크머의 콜(C)를 겹쳐 쓴 것이라는 의미가 된다. 수목명은 따로 주어져 있지 않다.
6. ᚚ 페허(아일랜드어: Peithe, 아일랜드어: Peith 페흐)는 로마자 P에 대응한다. 이핀의 음가가 변한 결과 P 음가를 나타내기 위해 새로 만든 페더다.

포르페더들은 첫 번째 페더인 에바드만이 원시 게일어 명문들에서 꾸준히 발견된다. 그 다음 셋은 딱 한 번씩 발견되며, 마지막의 에만콜은 아예 원시 게일어에서는 발견사례가 없다. 이렇게 사용례가 적다 보니 후대에 오감을 기록한 이들은 이 다섯 문자를 이중모음을 묶은 범주로 착각해서, 원래 이중모음이 아니었던 뒤의 두 문자, 이핀과 에만콜의 음가가 아예 변해버리게 되었다. 그 결과 이핀의 P 음가가 사라져 버렸기 때문에, P를 기록하기 위해 베허(B)를 변형한 페허를 새로 만들어내야 했다. 그래서 페허는 원시 게일어 명문에서는 전혀 발견되지 않고, 고대 게일어 필사본에서만 발견된다.
『오감의 서』에는 위에서 소개된 정석적인 쓰는 법 외에도 오감을 암호처럼 쓸 수 있는 100여가지의 방법들이 수록되어 있으며, 심지어 소 푸타르크도 "바이킹들의 오감"이라는 이름으로 소개되어 있다.

## 같이 보기
- 학자의 지침서
- 룬 문자
- 타나 문자
- 게일 문자

## 참고 자료
- Carney, James. The Invention of the Ogam Cipher 'Ériu' 22, 1975, pp. 62–63, Dublin: Royal Irish Academy
- Düwel, Klaus. Runenkunde (runic studies).  Stuttgart/Weimar: Metzler, 1968. OCLC 183700
- Forsyth, Katherine. The Ogham Inscriptions of Scotland: An Edited Corpus, PhD Dissertation, Harvard University (Ann Arbor: UMI, 1996). OCLC 48938210
- Macalister, Robert A. S. The Secret Languages of Ireland, pp. 27–36, Cambridge University Press, 1937
- McManus, Damian.  Ogam: Archaizing, Orthography and the Authenticity of the Manuscript Key to the Alphabet, Ériu 37, 1988, 1–31. Dublin: Royal Irish Academy. OCLC 56088345
- McManus, Damian. A Guide to Ogam, Maynooth 1991. ISBN 1-870684-17-6 OCLC 24181838
- Thurneysen, Rudolf. Zum Ogam, Beiträge zur Geschichte der deutschen Sprache und Literatur, 61 (1937), pp. 188–208.